# Степанівка (Кам'янський район)
Степа́нівка — село в Україні, у Криничанській селищній громаді Кам'янського району Дніпропетровської області.
Населення — 434 мешканця.

## Географія
Село Степанівка знаходиться на правому березі річки Мокра Сура, вище за течією на відстані 1 км розташоване село Барвінок, нижче за течією на відстані 0,5 км розташоване село Зелений Кут, на протилежному березі — село Новоселівка. Вздовж русла річки зроблено кілька ставків.

## Історія
Під час організованого радянською владою Голодомору 1932—1933 років померло щонайменше 64 жителі села.

## Населення

### Мова
Розподіл населення за рідною мовою за даними перепису 2001 року:
| Мова            | Відсоток |
| --------------- | -------- |
| українська      | 95,6 %   |
| російська       | 3,9 %    |
| інші/не вказали | 0,5 %    |

## Відомі уродженці
- Іщенко Валентин Герасимович (1942) — український журналіст, письменник, член Національної спілки журналістів України.